# Протока Гінлопена

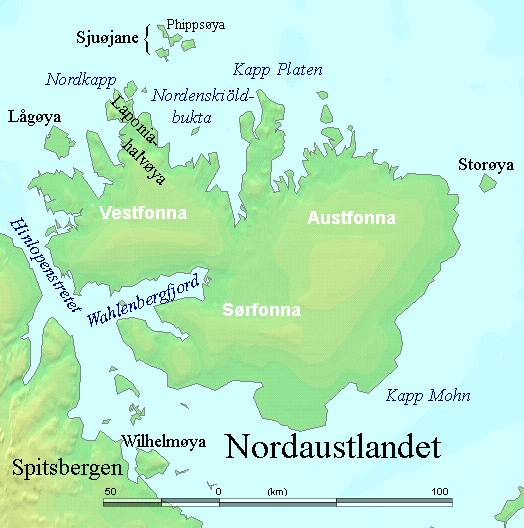
Гінлопен на мапі

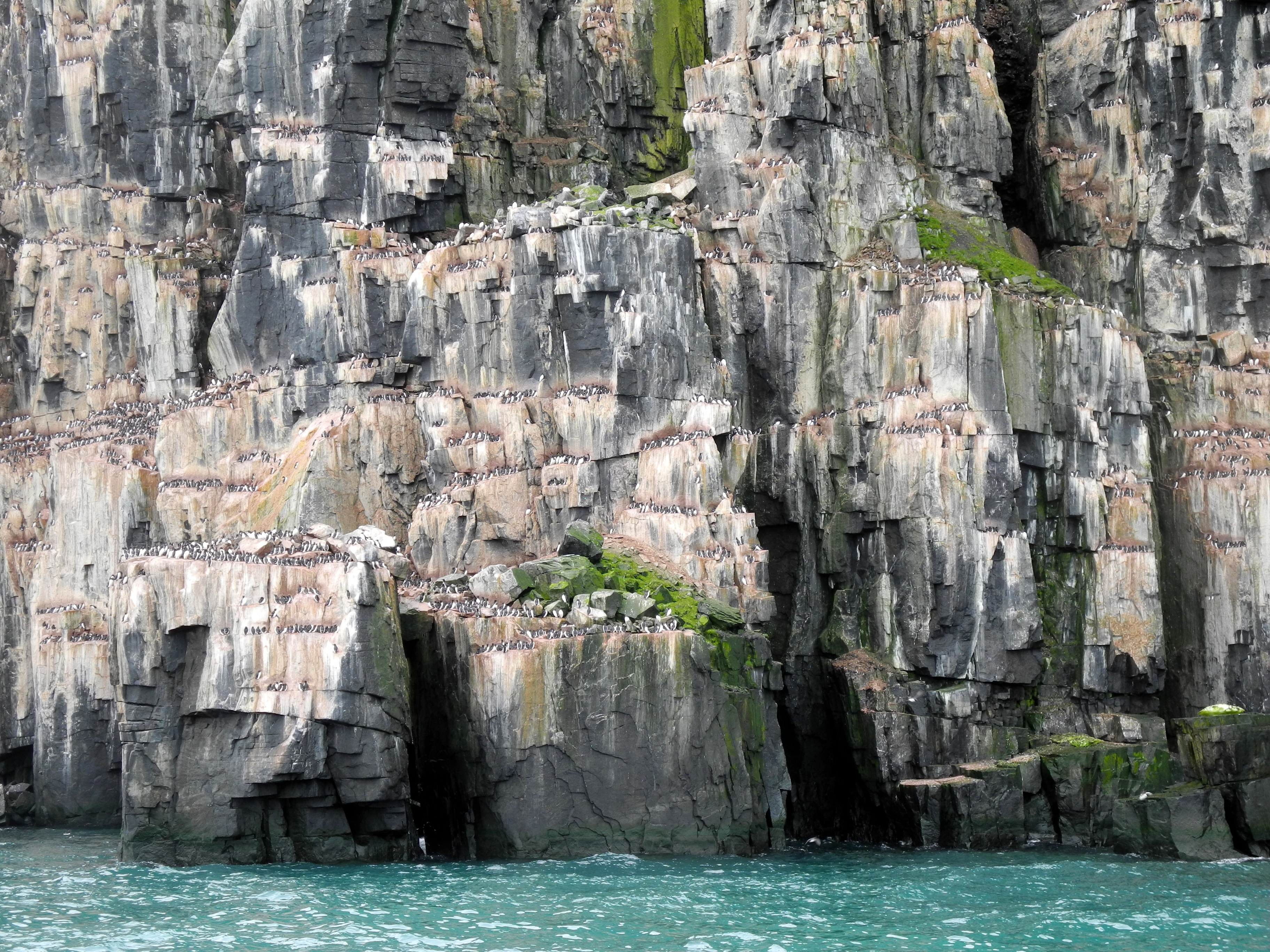
Скелі Алкефєле у протоці Гіноплена, вкриті кайрою.

Протока Гінлопена (норв. Hinlopenstretet) — протока в Північному Льодовитому океані, у норвезькому архіпелазі Шпіцберген. Розділяє острови Північно-Східна Земля і Західний Шпіцберген. Має довжину близько 150 км при ширині від 10 до 60 км. Глибини змінюються в середньому від 150 м на півночі до 100 м — на півдні. У протоці розташовані кілька невеликих островів. Покритий паковим льодом.
Був названий за ім'ям нідерландського купця, торговця хутрами Тейма Якобца Гінлопена.
Північна частина протоки зветься Північною брамою (норв. Nordporten), між Storsteinhalvøya і Mosselhalvøya. Південна частина, названа Південною брамою (норв. Sørporten), розширюється між Бросвельбріном (норв. Bråsvellbreen) і островами Бастіна (норв. Bastianøyane).